# サルチャ

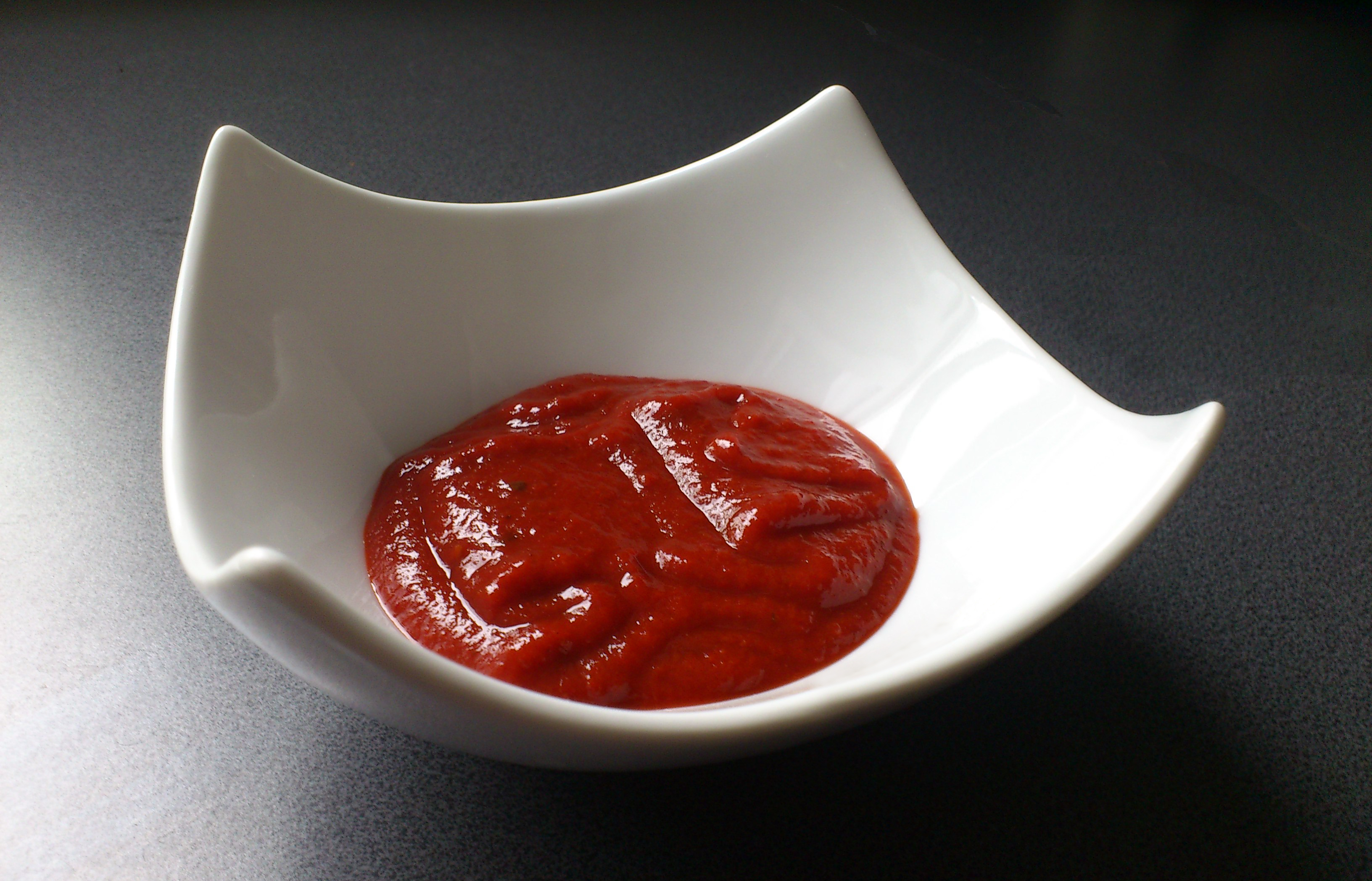
サルチャ

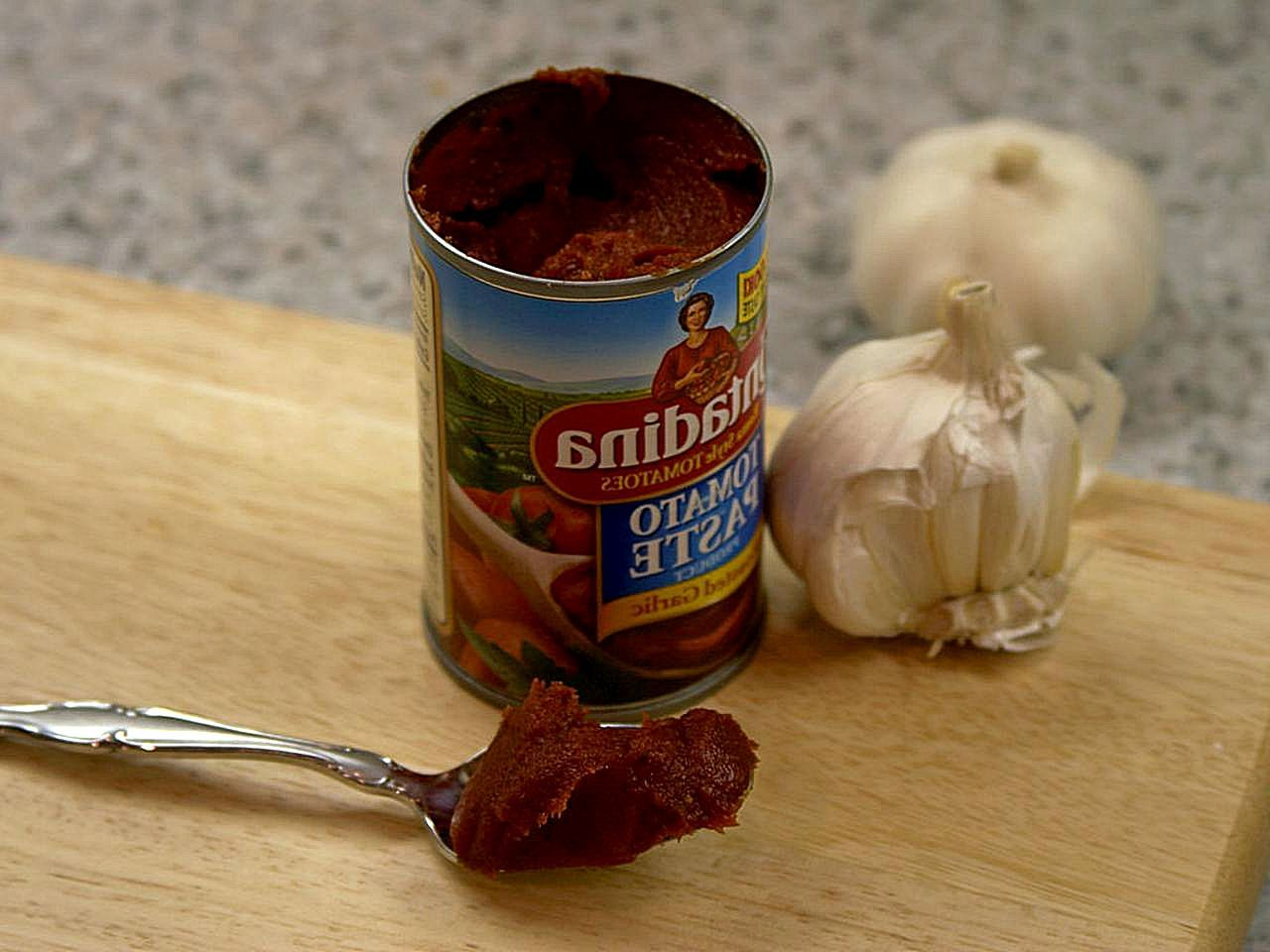
缶詰のサルチャ

サルチャ (トルコ語: salça) とは、トマトを煮詰めて作るトルコの発酵調味料。トマトのペースト。

## 概要
赤いペースト状で、外見は一般的なトマトピューレやトマトペーストに似ている。固さは日本の味噌程度。トマトの他にパプリカのサルチャもある。 
煮込みやスープの味付けに使ったり、パンに塗ったりと、トルコでは様々な料理に使われる。水で溶いてトマトジュースにして飲むこともある。
材料は基本的にトマトのみである。塩や粉唐辛子などを入れることもある。1kgのサルチャを作るのに6kgのトマトを使用する。最初にトマトのヘタを取って適当な大きさに切り、袋に入れて何日間か置き水分を出す。それを濾して潰し、大鍋でペースト状になるまで煮詰める。トルコでは、煮詰めた後に数日間天日干しにすることもあり、この天日干しや袋に入れて放置している間に発酵が進む。ただし、缶詰のサルチャは、オーブンで乾燥させて作られる場合もある。天日干しにすることで、リコピンが活性化し栄養的にも豊富になる。
もともとは保存食として作られていた。かつては冬にトマトを栽培できなかった為、夏にトマトを収穫し、それぞれの家庭でサルチャに加工し、保存していた。

### 加工方法
工場でサルチャを製造する際、加工方法として熱間加工（Sıcak işleme）と冷間加工（Soğuk işleme）の2種類がある。
- 熱間加工：トマトを潰してすぐに加熱しペースト状にして、その後濾過する。

- 冷間加工：トマトを潰してすぐに濾過して種や皮を分離し、その後加熱する。

どちらの方法にも長所と短所がある。 熱間加工では、トマトに含まれるペクチンを分解するペクチン分解酵素が不活性になる。また、濾過せずに加熱することで、子室にあるゼリー状の組織や皮の色素もペーストに含まれることとなるため、色鮮やかで粘性のあるペーストとなる。ただし、風味が損なわれたり、苦味を感じる場合もある。この問題を解決するために生まれたのが冷間加工で、加熱する前に濾過して種や皮などを取り除くことで、風味の良く苦味の少ないサルチャとなる。ただし、トマトが潰されてから加熱されるまでの時間でペクチン分解酵素がペクチンを分解してしまうので、粘度が少なく濃厚さに欠ける場合がある。